# Rosemary (personaggio)
Rosemary (ローズマリー?, Rōzumarī), il cui nome è spesso abbreviato in Rose (ローズ?), è un personaggio della serie di videogiochi Metal Gear ideata da Hideo Kojima. Compare in due capitoli canonici della saga, Metal Gear Solid 2: Sons of Liberty e Metal Gear Solid 4: Guns of the Patriots.

## Apparizioni e storia
(Rose in Metal Gear Solid 2)
Rosemary compare per la prima volta in Metal Gear Solid 2: Sons of Liberty (2001) come fidanzata del protagonista Raiden (da lei chiamato col vero nome "Jack") al quale presta assistenza tramite codec insieme al colonnello Campbell. Lavora come analista dati (si occupa infatti di salvare i dati di gioco) per l'esercito degli Stati Uniti d'America. Rose si mostra apprensiva nei confronti di Raiden e, nel bel mezzo della missione, lo coinvolge in discussioni sul loro ménage di coppia, per rivelargli infine di essere entrata nella sua vita come spia per incarico dei Patriots, che è incinta di lui e che, nonostante lo stesse spiando, lo ama davvero; tuttavia verso la fine del gioco si scopre che, durante la missione, Raiden non era in comunicazione con la vera Rose (o perlomeno, non lo è più) né tantomeno con Campbell, ma con delle intelligenze artificiali gestite dagli stessi Patriots. La vera Rose compare in carne ed ossa nel finale, senza chiarire quanto di lei Raiden aveva appreso durante la missione sia vero, benché venga lasciato intendere che ella sta davvero aspettando un bambino. In Metal Gear Solid 2: Digital Graphic Novel (2008) Rose nega di aver mai parlato con Raiden durante la missione, spiegandogli: «Ero loro prigioniera. Non so quali menzogne ti abbiano raccontato [i Patriots], ma non ero con loro». Nella Digital Graphic Novel la vera Rose è comunque vicina a Raiden durante l'addestramento virtuale, prima della missione.
Rosemary ricompare in Metal Gear Solid 4: Guns of the Patriots (2008) a fianco di Roy Campbell, non più come analista dati bensì come analista psicologica, a supporto di Solid Snake, al quale spiega come preservare la psiche in battaglia e quali sono le patologie psichiche di cui soffrono alcuni nemici. Nel secondo atto del gioco, Campbell la introduce spiegando: «Faceva l'analista di dati al Pentagono (…) Dopo ha studiato psicologia e ora è consulente presso il GSC, il Gruppo per lo Stress da Combattimento». In seguito Rosemary chiarisce che è stato lo stesso Campbell a incoraggiarla affinché diventasse consulente, nel periodo in cui Raiden – divenuto instabile, dopo gli eventi di Metal Gear Solid 2, per il riemergere dei suoi traumi infantili – la trascurava ed era scontroso con lei. Al termine del quarto atto, Raiden ripensa, in fin di vita, a quando in Metal Gear Solid 2 parlava con lei di come s'erano conosciuti, il 30 aprile, davanti alla Federal Hall, dibattendo su quale grattacielo King Kong si fosse arrampicato nel film, e del loro primo appuntamento una settimana dopo. Rose, apparentemente, non è più attratta da Raiden perché innamorata di Campbell, col quale si è formalmente sposata, tuttavia nel finale del gioco si scopre che, all'insaputa di Raiden, ha accettato di vivere insieme a Campbell per nascondere il figlio di Raiden – partorito senza che questi lo venisse a sapere – dalle grinfie dei Patriots. Nel finale, dopo che i Patriots sono stati distrutti, va a trovare Raiden all'ospedale, facendogli incontrare per la prima volta suo figlio John.
Rose compare, inoltre, come personaggio semiserio nello Snake Tale «External Gazer» di Metal Gear Solid 2: Substance (2002) e nel filmato extra Metal Gear Raiden: Snake Eraser di Metal Gear Solid 3: Subsistence (2005). Un suo tratto comico, che la fa oggetto di ironia in alcune conversazioni via codec, è il fatto che non sia brava a cucinare.